# Božidar Maljković
Bozidar Maljkovic (Otočac, Croacia, Yugoslavia; 20 de abril de 1952) es un exentrenador de baloncesto serbio, considerado uno de los mejores entrenadores de baloncesto de Europa. Ha triunfado en prácticamente todos los clubes a los que ha entrenado, ganando numerosos títulos entre los que destacan cuatro Euroligas, conseguidas con la Jugoplastika Split en dos ocasiones, el Panathinaikos griego y el Limoges francés. Su hija Marina Maljković también es entrenadora de baloncesto.

## Clubes como entrenador
- Usce Belgrado (Yugoslavia): 1971-79.
- OKK Radnicki (Yugoslavia): 1979-81.
- Estrella Roja de Belgrado (Yugoslavia): 1981-86 (Segundo entrenador ayudante de Ranko Žeravica).
- Jugoplastika Split (Yugoslavia): 1986-90.
- FC Barcelona (España): 1990-92.
- CSP Limoges (Francia): 1992-95.
- Panathinaikos (Grecia): 1995-97.
- Racing Paris SG (Francia): 1997-98.
- Unicaja Málaga (España): 1999-03.
- Real Madrid (España): 2004-06.
- TAU Vitoria (España): 2007.
- Selección de baloncesto de Eslovenia: 2010-11, 2013
- KK Cedevita: 2012

## Palmarés como entrenador
- Títulos internacionales:

- 4 Euroligas:

2 con Jugoplástika Split: 1989, 1990.
1 con el CSP Limoges: 1993.
1 con el Panathinaikos Atenas: 1996.
- 1 Copa Korac; 2000-2001, con el Unicaja Málaga.
- 1 Copa Intercontinental: 1996-1997, con el Panathinaikos Atenas.

- Títulos nacionales:

- En Yugoslavia:

3 Ligas de Yugoslavia: 1987-1988, 1988-1989 y 1989-1990, con Jugoplastika Split.
3 Copas de Yugoslavia: 1987-1988, 1988-1989 y 1989-1990, con Jugoplastika Split.
- En España:

1 Liga ACB: 2004-2005, con el Real Madrid.
1 Copa del Rey de Baloncesto: 1990-1991, con el FC Barcelona.
- En Francia:

2 Ligas de Francia: 1992-1993 y 1993-1994, con el Limoges CSP.
2 Copas de Francia: 1993-1994 y 1994-1995, con el Limoges CSP.
- En Grecia:

1 Copa de Grecia: 1995-1996, con el Panathinaikos Atenas.

## Consideraciones personales
- 3 veces nominado "Mejor Entrenador Europeo", en los años 1989, 1993 y 1996, por la Revista "FIBA Basket".
- 2 veces nominado "Mejor Entrenador de la Liga Francesa", en las temporadas 1992-93, 1993-94, por la Asociación de Entrenadores Franceses.[1]
- Hall of Fame del Baloncesto Español (2023)